# Сајака Хобара
Сајака Хобара (保原 彩夏, Hobara Sayaka, рођена 30. јула 1998.) је јапанска играчица бадминтона. Хобара је била шампионка у паровима за дјевојчице на Свјетском јуниорском првенству 2016. године у партнерству са Нами Мацујамом.

## Профил бадминтонисте
- Висина играча: 1.64 m
- Тежина играча:
- Доминантна рука: лијева
- Тренер(и): Такеши Камура
- Репрезентација: Јапан
- Клубови:
- Најбољи ранг (BWF): 63 (XD партнер Јуичи Шимогами, 17. септембар 2024.)
39 (WD партнерка Јуи Суизу, 21. новембар 2023.)
- Тренутни ранг (BWF): 63 (XD партнер Јуичи Шимогами, 17. септембар 2024.)

## Спортска постигнућа

### BWF Свјетско јуниорско првенство
Парови дјевојчица
| Година | Мјесто одржавања такмичења    | Партнер        | Противници  | Бодови              | Резултат |
| ------ | ----------------------------- | -------------- | ----------- | ------------------- | -------- |
| 2016'  | Билбао Арена, Билбао, Шпанија | Нами Матсујама | Ду Је Ху Ја | 25–23, 19–21, 21–14 | Злато    |

### BWF International Challenge/Series (5 титуле, 5 друголасирана)
Женски парови
| Година | Турнир                         | Партнер       | Противници                         | Бодови              | Резултат       |
| ------ | ------------------------------ | ------------- | ---------------------------------- | ------------------- | -------------- |
| 2018.  | Austrian International         | Натсуки Соне  | Chisato Hoshi Kie Nakanishi        | 15–21, 18–21        | Другопласирана |
| 2019.  | Osaka International            | Натсуки Соне  | Rira Kawashima Saori Ozaki         | 14–21, 21–10, 21–16 | Побједница     |
| 2019.  | Maldives International         | Натсуки Соне  | Ashwini Ponnappa N. Sikki Reddy    | 21–10, 17–21, 21–12 | Побједница     |
| 2020.  | Jamaica International          | Рена Мијуара  | Daniela Macías Dánica Nishimura    | 21–3, 21–7          | Побједница     |
| 2022.  | Malang Indonesia International | Хината Сузуки | Лани Триа Мајасари Рибка Сугиарто  | 16–21, 18–21        | Другопласирана |
| 2023.  | Mexican International          | Јуи Суизу     | Франческа Корбет Алисон Лин        | 21–11, 23–21        | Побједница     |
| 2023.  | Saipan International           | Јуи Суизу     | Hsu Ya-ching Lin Wan-ching         | 10–21, 18–21        | Другопласирана |
| 2023.  | Indonesia International        | Јуи Суизу     | Laksika Kanlaha Phataimas Muenwong | 18–21, 18–21        | Другопласирана |

Мјешовити парови
| Година | Турнир                 | Партнер        | Противници             | Бодови       | Резултат       |
| ------ | ---------------------- | -------------- | ---------------------- | ------------ | -------------- |
| 2024.  | Northern Marianas Open | Јујчи Шимогами | Тори Ајзава Хина Осава | 21–19, 21–12 | Побједница     |
| 2024.  | Saipan International   | Јујчи Шимогами | Хироки Ниши Акари Сато | 11–21, 10–21 | Другопласирана |

  BWF International Challenge турнир
  BWF International Series турнир
  BWF Future Series турнир